# 박승희 (극작가)
박승희(朴勝喜, 1901년 음력 8월 17일 ~ 1964년 7월 15일)는 일제강점기에 주로 활동한 극작가 겸 연출가이다. 호가 춘강(春崗)이라 박춘강이라고도 부른다.

## 생애
조선 후기와 대한제국의 고관이었던 박정양의 셋째 아들이다. 지금의 서울 중구 장교동에서 태어났다. 중앙고등보통학교를 1919년에 졸업하고 일본으로 유학을 떠났다.
도쿄의 정칙영어학교를 거쳐 1921년에는 메이지 대학 고등과 영문과에 입학하였으며, 이때 도쿄 유학생들을 모아 토월회를 조직하여 한국 신극 운동의 선구자가 되었다. 동인 성격이었던 토월회가 점차 전문 극단으로 변신하면서 극작과 연출에 전념하게 되었다.
토월회는 박승희의 운영 방식에 불만을 품은 세력이 나오면서 내분에 휩싸여 두 차례 분규가 발생하였고, 1926년에 처음으로 해산되었다. 토월회가 해산되면서 토월회 운영에 재산을 투자했다가 날리게 된 박승희는 곤란한 처지가 되었다. 결국, 신극을 버리고 통속 연극 공연에 매달리면서 1928년에 재기 공연을 올리기도 했으나 별다른 소득이 없다가 토월회는 1931년에 완전히 해산되었다.
토월회 해산 후에도 여러 극단을 조직하였다. 그러나 이 가운데 1932년 결성한 태양극장만이 어느 정도 흥행에 성공하였다. 태양극장 공연은 흥행극 성격이 뚜렷하였기 때문에 박승희는 연극계에서 그다지 인정을 받지 못하였다.
한국 전쟁 후 경상남도 마산으로 피난하였고, 이후 연극계에서 활동하지 못하는 가운데 10여 년 동안 불우한 생활을 하게 되었다. 1963년에 한국연극상이 제정되었을 때 제1회 수상자가 되어 신극에 대한 공헌을 인정받았다. 총 연출작이 200편이 넘고, 각색작을 포함하여 연극 대본도 200편을 썼다고 알려져 있으나, 이 가운데 현전하는 작품은 4편뿐이다.

## 같이 보기
- 박정양

## 참고자료
- 강옥희,이영미,이순진,이승희 (2006년 12월 15일). 《식민지시대 대중예술인 사전》. 서울: 소도. 120~123쪽쪽. ISBN 9788990626264.